# Њукомерстаун (Охајо)
Њукомерстаун (енгл. Newcomerstown) град је у америчкој савезној држави Охајо.

## Демографија
По попису из 2010. године број становника је 3.822, што је 186 (-4,6%) становника мање него 2000. године.
| Група             | 2000.         | 2010.         |
| Белци             | 3.819 (95,3%) | 3.635 (95,1%) |
| Афроамериканци    | 103 (2,6%)    | 63 (1,6%)     |
| Азијати           | 3 (0,1%)      | 13 (0,3%)     |
| Хиспаноамериканци | 29 (0,7%)     | 45 (1,2%)     |
| Укупно            | 4.008         | 3.822         |